# Albert Rust (politicus)
Albert Rust (ca. 1804 – 4 april 1870) was een Amerikaanse politicus en slaveneigenaar. Hij diende als gedelegeerde voor Arkansas in het Voorlopig Congres van de Geconfedereerde Staten van Amerika in 1861 en 1862. Hij was lid van de Democratische partij en lid van het Huis van afgevaardigden tussen 1859 en 1861. Tijdens de Amerikaanse Burgeroorlog diende hij in het Zuidelijke leger en vocht mee aan alle belangrijke fronten.

## Vroege jaren
Albert Rust werd geboren in Fauquier County, Virginia in ongeveer 1818. Hij was de zoon van William Rust en zijn vrouw Elizabeth. Zijn exacte geboortejaar is niet gekend. Na zijn studies werd hij in 1836 toegelaten tot de balie in Virginia. Het jaar daarna verhuisde hij naar Union County in Arkansas. Hij kocht land langs de rivier en opende een winkel in 1837. In 1838 kreeg hij een contract te pakken om Arkansas in kaart te brengen.
Rust werd eveneens toegelaten tot de balie in Arkansas. Hij stelde zich verkiesbaar en won in 1842 een zetel in het Arkansas Huis van Afgevaardigden. Hij werd twee maal herkozen en na een tussenperiode zetelde hij opnieuw tussen 1852 en 1854. Hij werd voorzitter van het huis van Afgevaardigden in Arkansas in 1852. Twee jaar later werd hij genomineerd voor de Democratische partij voor het Amerikaanse Congres. Hij won ook deze verkiezingen en vertrok naar Washington, D.C..
Rust was voornamelijk geïnteresseerd in militaire zaken. Hij werd niet opnieuw verkozen en werd opgevolgd door Edward A. Warren. In 1858 kon hij zich toch nog laten verkiezen in het Huis van afgevaardigden . Ook tijdens deze tweede ambtsperiode was het leger en militaire onderwerpen zijn hoofdthema. Tijdens de presidentsverkiezingen van 1860 was hij een groot voorstander van Stephen A. Douglas en voorstander van de unie. Toen president Abraham Lincoln een leger formeerde om tegen de afgescheiden staten op te treden, keerde Rust zich af Lincoln en de unie. Toen Arkansas zich in mei 1861 afschuurde van de unie werd Rust verkozen tot gedelegeerde voor Arkansas in het Voorlopig Congres van de Geconfedereerde Staten van Amerika.
Rust zou tweemaal huwen. Hij huwde Jane Carrington (1824-1847) op 17 april  1844. Ze overleed enkele jaren later en werd begraven op Hervey Cemetery in Hempstead County in Arkansas. Daarna huwde hij met Anne Boulding Cabell. Zeker drie van hun kinderen zouden hun kindertijd overleven: Julia Rust Tutwiler (1854-1923), Breckenridge Cabell Rust (1855-1892) en schrijfster Pauline Carrington Rust Bouve (1860-1928).

## De Amerikaanse Burgeroorlog

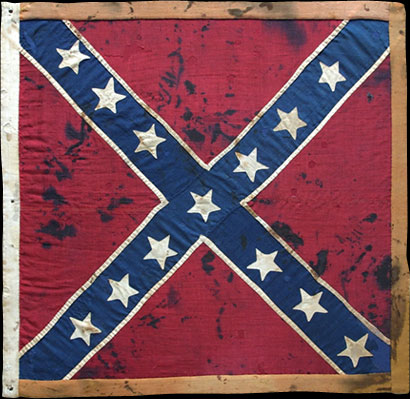
Regimentsvlag van het 3rd Arkansas (1862–1863)

Terug in Arkansas werd Rust op 5 juli 1861 benoemd tot kolonel. Samen met Van H. Manning rekruteerde en trainde hij het 3d Arkansas Infantry Regiment. Dit regiment zou één van de meest bekende regimenten worden tijdens de Amerikaanse burgeroorlog en het enige regiment die permanent toegewezen werd aan het Army of Northern Virginia van Robert E. Lee.In de herfst van 1861 werd het 3rd Arkansas en Rust naar westelijke Virginia gestuurd waar ze deelnamen aan de Slag bij Cheat Mountain. Tijdens de winter maakten ze deel uit van Stonewall Jacksons strijdmacht. Na de bevordering van Rust zou dit regiment deelnemen aan alle grote veldtochten aan het oostelijke front waaronder ook de Slag bij Gettysburg.
Op 4 maart 1862 werd Rust bevorderd tot brigadegeneraal. Hij keerde terug naar Arkansas en werd ingedeeld bij het Army of the West onder generaal Earl Van Dorn. In juli 1862 voerde hij zijn troepen aan tijdens de Slag bij Hill's Plantation. Na de Zuidelijke nederlaag bij Pea Ridge in maart 1862 werden de meeste Zuidelijke troepen terug getrokken uit Arkansas en naar het oosten gestuurd om de Mississippi te helpen verdedigen.
Rust vocht mee in de Tweede Slag bij Corinth in oktober 1862. In april 1863 werd hij opnieuw overgeplaatst naar Arkansas en werd nu toegevoegd aan het leger van generaal-majoor Sterling Price. Rust zou ook nog dienen onder generaal-majoor Thomas C. Hindman in Arkansas en de generaals John Pemberton en Richard Taylor in Louisiana. Hij werd op non-actief gezet omdat zijn trouw aan de Zuidelijke zaak in twijfel werd getrokken. Na zijn ontslag verhuisde hij naar Austin Texas. Zijn familie was daarna gevlucht toen de Noordelijken Arkansas veroverd hadden. Hij bracht veel tijd door met zijn broer George W. Rust.

## Latere jaren
Na de oorlog keerde Rust terug naar de politiek. Hij werd lid van het Huis van afgevaardigden. Hij probeerde in 1869 zich te laten verkiezen tot de senaat. Maar toen tijdens de Reconstructieperiode het Zuidelijken verboden werd om zich verkiesbaar te stellen, trok Rust zijn kandidatuur terug in. 
Hij overleed op 4 april 1870 in Pulaski County, Arkansas aan de gevolgen van een hersenabces toen zijn vrouw en kinderen op familiebezoek waren in Virginia.